# استرچ فور

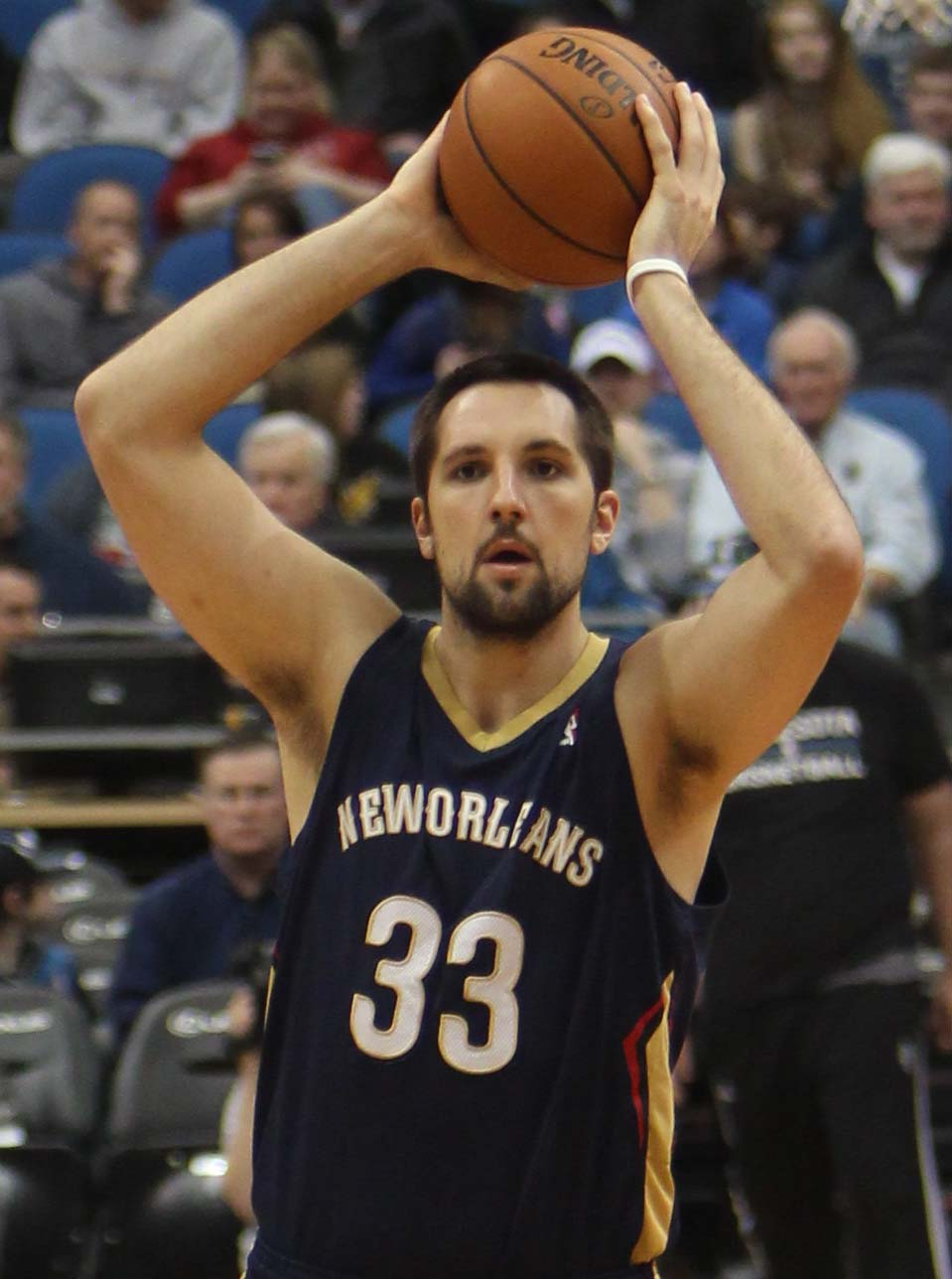
رایان اندرسون

در بسکتبال، استرچ فور (گاهی اوقات کومبو فوروارد یا استرچ بیگ نامیده می‌شود) بازیکنی است که در پست فوروارد قدرتی بازی می‌کند. استرچ (انگلیسی: Stretch) تأثیرگذاری بازیکنی که روی دفاع حریف را توصیف می‌کند و از طرفی فوروارد قدرتی همچنین به عنوان «پست چهار» یا «موقعیت چهار» معرفی می‌شود، از این رو به این بازیکنان استرچ فور می‌گویند. به طور منصفانه می‌توان گفت که این موقعیت تازه در اتحادیه ملی بسکتبال (از طریق تعدادی زیادی از بازیکنان از فصل ۱۹۹۹-۲۰۰۰) ابداع شد، ولی هنوز به طور فزاینده به طور عادی در بازی‌های امروزی استفاده می‌شوند، تعداد زیادی از مربیان ان‌بی‌ای در حال حاضر از اسمال بال (بسکتبال) به عنوان خط مقدم حمله خود استفاده می‌کنند.

## سبک بازی
فورواردهای قدرتی از زمان‌های پیشین نزدیک سبد بازی می‌کنند، با استفاده از اندازه و قدرتشان مدافع را دور می‌کنند و امتیاز و ریباند می‌گیرند. استرچ فور بازیکنی با سایز فوروارد قدرتی است ولی از نظر مهارت شوت برتر است (مخصوصاً جامپ شات‌های سه امتیازی). در حالی که این بازیکنان در حمله از توانایی شوت خوبی برخوردارند در دفاع نیز از قدرتشان به خوبی استفاده می‌کنند.
استرچ فورها به این سبک کار می‌کند که بازیکن مدافع را به خود می‌کشد. توانایی امتیازگیری بالا از پرتاب‌های سه امتیازی «کچ و شات» دور از سبد (ویژگی متمایز استرچ فور ها) سبب سخت شدن دفاع کردن آنها می‌شود، زیرا مدافع برای کنترل آنها مجبور به نزدیک شدن به آنها می‌شود و وقتی که فوروارد قدرتی از «ناحیه لو پست» خارج می‌شود فضای خالی ای برای گاردها برای امتیازگیری ایجاد می‌شود. آنها همین‌طور فضای خالی بیشتر برای سنترها برای امتیازگیری و ریباند کردن ایجاد می‌کنند.
به بازیکنانی با سبک استرچ فورها ولی در پست سنتر، استرچ فایو می‌گویند.
پست کومبو فوروارد مخصوصاً در مسابقات بین‌المللی مهم است، جایی که شوت‌های سه امتیازی و فضاسازی یکی از مهمترین با توجه به دفاع منطقه ای است که توسط بسیاری از تیم‌های بین‌المللی استفاده می‌شود چون خط پرتاب سه امتیازی کوتاه‌تر است (مقایسه با ان بی ای). در سال‌های اخیر، تیم ملی بسکتبال ایالات متحده آمریکا، اهمیت استفاده از کومبو فروراردهای بین‌المللی را با بازیکنانی همچون لبرون جیمز و کارملو انتونی در پست کومبو فوروارد برای استفاده از مهارت‌ها و سایزشان نشان داده‌است.